# Maciej Jahnz
Maciej Jahnz (ur. 4 lutego 1966 w Poznaniu) – polski muzyk, gitarzysta.
W przeszłości członek grupy Slavoy. Gitarzysta zespołu Flapjack (od 1993 do 1997 i ponownie od 2001). Współpracował również z zespołem Houk. Po 2010 podjął współpracę przy nagrywaniu kolejnych płyt grupy Luxtorpeda. W 2015 drugim gitarzystą grupy Flapjack został syn Macieja Jahnza, Maksymilian. Obaj w 2016 zostali gitarzystami nowej poznańskiej grupy pod nazwą Penerra.

## Dyskografia
- Flapjack – Ruthless Kick (1994, Metal Mind Productions)
- Flapjack – Fairplay (1996, Metal Mind Productions)
- Flapjack – Juicy Planet Earth (1997, Metal Mind Productions)
- Flapjack – Keep Your Heads Down (2012, Makumba Music)

Udział gościnny
- Acid Drinkers – Fishdick Zwei – The Dick Is Rising Again (2010, Mystic Production)[5]
- Luxtorpeda – Luxtorpeda (2011, S.D.C.)[6]
- Luxtorpeda – Robaki (2012, S.D.C)[7]
- Luxtorpeda – A morał tej historii mógłby być taki, mimo że cukrowe, to jednak buraki (2014, S.D.C)[8]
- Luxtorpeda – Mywaswynas (2016, S.D.C)[9]